# جيليان أرنولد
جيليان أرنولد (بالإنجليزية: Gillian Arnold)‏ هي رائدة في مجال تقنية المعلومات في المملكة المتحدة. ونائبة رئيس BCS (جمعية الحاسبات البريطانية) والرئيس السابق لمجموعة "BCSWomen Specialist Group" التي تدعم النساء في صناعة تكنولوجيا المعلومات. في عام 2015، تم تصنيفها لتكون الأكثر تأثيرا في المملكة المتحدة لتكنولوجيا المعلومات لعام 2015 من قبل Computer Weekly. وفي عام 2016، تم اختيار أرنولد مرة أخرى كواحدة من أكثر 50 امرأة نفوذاً في تكنولوجيا المعلومات في المملكة المتحدة لعام 2016 بواسطة Computer Weekly.

## عملها
شاركت جيليان أرنولد في BCS (جمعية الحاسبات البريطانية)، ومعهد تشارترد لتقنية المعلومات، وكانت الرئيس المنتخب لمجموعة BCSWomen Specialist Group التي تدعم النساء في صناعة تكنولوجيا المعلومات. تعتبر جيليان الآن نائبة رئيس BCS ومديرة الوصاية لشركة BCS Learning & Development Ltd.
تولت جيليان منصب مدير الشركة منذ عام 1984 في قطاع تكنولوجيا المعلومات، وقد شمل هذا مجموعة واسعة من الأدوار الفنية، مثل إدارة فرق المنتجات الجديدة لشركات تكنولوجيا المعلومات بما في ذلك آي بي إم. عملت لمدة 22 عامًا في شركة آي بي إم حتى أنشأت شركتها الخاصة التي تدعى Tectre في عام 2009.
ترأست جيليان أرنولد منتدى لجمعية تكنولوجيا المعلومات التي يطلق عليها الآن اسم techUK وهي رئيسة BCSWomen وهي مجموعة متخصصة تقدم الدعم لمهنيي تكنولوجيا المعلومات الإناث. ظهرت جيليان في الكتاب الإلكتروني «المرأة في تكنولوجيا المعلومات: إلهام الجيل القادم» الذي أنتجته BCS «المعهد المعتمد لتكنولوجيا المعلومات».

## الجوائز والتقدير
في عام 2012، كانت جيليان أرنولد هي المرشحة النهائية في جائزة Everywoman في جوائز التكنولوجيا حيث فازت بجائزة الإلهام للعام. وهي أيضًا عضوة في مجلس الإدارة للنساء في مجال العلوم والهندسة (WISE). كانت جيليان واحدة من 30 امرأة تم تحديدهن في حملة BCS Women in IT في عام 2014 وقد فازت بجوائز لتشجيع النساء على الوصول إلى حقول العلوم والتكنولوجيا والهندسة والرياضيات.
دُعيت جيليان أرنولد، الرئيس السابق لـ BCSWomen إلى كوريا في 27 أكتوبر 2014 لتلقي جائزة المساواة الجوهرية - التكنولوجيا (GEM-TECH) بالنيابة عن BCS (جمعية الحاسبات البريطانية) و BCSWomen. تم تقديم الجائزة من قبل الاتحاد الدولي للاتصالات - جائزة الأمم المتحدة للمرأة المشتركة، وذلك كان من أجل «تعزيز دور المرأة في قطاع تكنولوجيا المعلومات والاتصالات» وتشجيع النساء على دخول قطاع الحوسبة وتشجيعهن ودعمهن خلال فترة عملهن.